# Andy Williams
Howard Andrew Williams, detto Andy (Wall Lake, 3 dicembre 1927 – Branson, 25 settembre 2012), è stato un cantante, attore e showman statunitense.

## Biografia
Fu una leggenda della musica leggera americana soprattutto negli anni '60, rivaleggiando con artisti del calibro di Frank Sinatra, Dean Martin ed Elvis Presley. Il suo successo fu tale da consentirgli di avere un programma televisivo tutto suo dal 1962 al 1971, l'Andy Williams Show, che vinse tre Emmy Awards. Nel 1990 aprì il Moon River Theater a Branson, la sua città, e cantò anche al funerale di John Fitzgerald Kennedy, essendo grande amico di suo fratello Robert.
Famoso per il suo stile semplice e la sua voce dolce (fu definito da Ronald Reagan "un tesoro nazionale"), la sua carriera resterà per sempre legata alla canzone Moon River che è stata cantata dai più grandi artisti: Frank Sinatra, Perry Como, Louis Armstrong, Paul Anka, Sarah Vaughan, Barbra Streisand, Elton John (e in Italia anche da Mina).
Morì nel 2012 per un tumore alla vescica. Williams per alcuni anni cadde nel dimenticatoio, fino a quando le nuove generazioni riscoprirono un suo pezzo del 1967, Music to Watch Girls Go By, grazie ad una pubblicità.

## Vita privata
Nonostante l'amicizia con la famiglia Kennedy, Williams era tesserato per il partito repubblicano; era anche anticomunista e nel terzo millennio attaccò Barack Obama, accusandolo di simpatie marxiste.
Si sposò due volte; dal primo matrimonio, quello con l'attrice e cantante Claudine Longet, terminato con un divorzio, nacquero i suoi tre figli.
Divenne noto anche per la sua collezione di opere d'arte.

## Discografia parziale

### Album
- Andy Williams Sings Steve Allen, 1957, CLP 1018 (Mono)
- Andy Williams, 1958, CLP 3002 (Mono)
- Andy Williams Sings Rodgers and Hammerstein, 1958, CLP 3005 (Mono), CLP 25005 (Stereo)
- The Village of St. Bernadette, 1959, CLP 3038 (Mono), CLP 25038 (Stereo)
- Lonely Street, 1959, CLP 3030 (Mono), CLP 25030 (Stereo)
- Two Time Winners, 1960, CLP 3026 (Mono), CLP 25026 (Stereo)
- Andy Williams Sings Steve Allen, Re-issue, 1960, CLP 3027 (Mono), CLP 25027 (Stereo)
- To You, Sweetheart, Aloha, 1960, CLP 3029 (Mono), CLP 25029 (Stereo)
- Under Paris Skies, with Quincy Jones, 1961, CLP 3047 (Mono), CLP 25047 (Stereo)
- Andy Williams' Best, 1962, CLP 3054 (Mono), CLP 25054 (Stereo)
- Million Seller Songs, 1962, CLP 3061 (Mono), CLP 25061 (Stereo)
- Danny Boy and Other Songs I Love to Sing, 1962, CL 1751 (Mono), CS 8551 (Stereo)
- Moon River and Other Great Movie Themes, 1962 (Certified Gold by the RIAA), CL 1809 (Mono), CS 8609 (Stereo)
- Warm and Willing, 1962, CL 1879 (Mono), CS 8679 (Stereo)
- Days of Wine and Roses, AKA Can't Get Used To Losing You, 1963 (Certified Gold by the RIAA), CL 2015 (Mono), CS 8815 (Stereo), SBPG 62146 (Stereo)
- The Andy Williams Christmas Album, 1963 (Certified Platinum by the RIAA), CL 2087 (Mono), CS 8887 (Stereo)
- The Wonderful World of Andy Williams, 1964 (Certified Gold by the RIAA), CL 2137 (Mono), CS 8937 (Stereo)
- Call Me Irresponsible, 1964 (Certified Gold by the RIAA), CL 2171 (Mono), CS 8971 (Stereo)
- The Great Songs from My Fair Lady and Other Shows, 1964 (Certified Gold by the RIAA), CL 2205 (Mono), CS 9005 (Stereo)
- Dear Heart, 1965 (Certified Gold by the RIAA), CL 2338 (Mono), CS 9138 (Stereo)
- Hawaiian Wedding Song, 1965 (reissue of the Cadence Records album To You Sweetheart, Aloha), CL 2323 (Mono), CS 9123 (Stereo)
- Canadian Sunset, 1965, CL 2324 (Mono), CS 9124 (Stereo)
- Merry Christmas, 1965, CL 2420 (Mono), CS 9220 (Stereo)
- Andy Williams' Newest Hits, 1966 (compilation of early Columbia singles), CL 2383 (Mono), CS 9183 (Stereo)
- The Shadow of Your Smile, 1966 (Certified Gold by the RIAA), CL 2499 (Mono), CS 9299 (Stereo)
- In the Arms of Love, 1967, CL 2533 (Mono), CS 9333 (Stereo)
- Born Free, 1967 (Certified Gold by the RIAA), CL 2680 (Mono), CS 9480 (Stereo)
- Love, Andy, 1967 (Certified Gold by the RIAA), CL 2766 (Mono), CS 9566 (Stereo) (last album released in both Mono/Stereo formats)
- Honey, 1968 (Certified Gold by the RIAA), CS 9662
- Happy Heart, 1969 (Certified Gold by the RIAA), CS 9844
- Get Together with Andy Williams, 1969 (Certified Gold by the RIAA), CS 9922
- The Andy Williams' Sound of Music, 1969, CS 9751/9752 (Double LP)
- Raindrops Keep Fallin' on My Head, 1970, CS 9896 (Gatefold sleeve)
- Andy Williams' Greatest Hits, 1970 (, KCS 9979
- The Andy Williams Show, 1970, KC 30105
- Love Story, 1971 (Certified Platinum by the RIAA), KC 30497, CQ 30497 (Quadrophonic)
- You've Got a Friend, 1971, KC 30797, CQ 30797 (Quadrophonic)
- Love Theme from The Godfather (Speak Softly Love), 1972 (Certified Gold by the RIAA), KC 31303, CQ 31303 (Quadrophonic)
- Alone Again (Naturally), 1972, KC 31625 (Stereo), CQ 31625 (Quadrophonic)
- Solitaire, 1973, KC 32383
- Andy Williams' Greatest Hits Vol. II, 1973, KC 32384
- The Way We Were, 1974, KC 32949
- You Lay So Easy on My Mind, 1974, KC 33234, CQ 33234 (Quadrophonic)
- Christmas Present, 1974, 3C 33191
- The Other Side of Me, 1975, PC 33563
- Andy, 1976, PC 34299, PCQ 34299 (Quadrophonic)
- Let's Love While We Can, 1980 (not released in U.S. until 2004)

### Raccolte
- Christmas With Andy Williams And The Williams Brothers, Barnaby, 1971, (Columbia Special Products), C 10105
- Greatest Love Classics, with the Royal Philharmonic Orchestra, EMI, 1984
- Close Enough for Love, Atco, 1986
- I Still Believe in Santa Claus, Curb, 1990
- Nashville, Curb, 1991. Re-released in 1998 as Best Of Country
- The New Andy Williams Christmas Album, Laserlight, 1994
- We Need A Little Christmas, Unison, 1997 (Certified Gold by the RIAA)
- It's a Wonderful Christmas, Publishing Mills, 1997
- Lonely Street, Varese Sarabande, 302 066 119 2, 2000 (Inc 4 bonus tracks)
- To You Sweetheart, Aloha, Varese Sarabande, 302 066 253 2, 2001 (Inc 4 bonus tracks)
- Andy, Collectables, COL-CD-7495, 2002, (Inc 8 bonus tracks)
- Easy Does It, Metro, 2002
- Together, 2006, a duet with Petula Clark, who also wrote the lyrics and music
- I Don't Remember Ever Growing Up, Demon, 2006
- 16 Most Requested Songs, Columbia/Legacy, 1986
- 16 Most Requested Songs Encore, Columbia/Legacy, 1995
- I Like Your Kind Of Love, The Best of the Cadence Years, Varese Sarabande, VSD-5644, 1997
- Hits From Cadence, Victor, VICP-41130, 1999 (Japan only)
- Complete Columbia Chart Singles Collection, Taragon, 2002
- 25 All-Time Greatest Hits 1956-1961 The Cadence Years, Varese Sarabande, 302 066 303 2, 2002
- Best Of The 70s, Columbia, 510868 2, 2003
- B Sides and Rarities, Collectables, COL-CD-7529, 2003

### Singoli
- It's the Most Wonderful Time of the Year (1962)

## Filmografia parziale
- Janie (1944)
- Kansas City Kitty (1944)
- Ladies' Man, regia di William D. Russell (1947)
- Something in the Wind (1947)
- The Man in the Moon (1960)
- I'd Rather Be Rich (1964)
- The Danny Thomas Hour – serie TV, episodio 1x14 (1968)
- Dorival Caymmi (1999) (documentario)
- Sebring (2009) (documentario)